# پاره‌پاره
پاره‌پاره ابری است به شکل پاره‌های نامنظم که به وضوح دارای نمای ژنده هستند، این اصطلاح فقط در مورد ابرهای پوشنی و کومه‌ای به کار می‌رود.